# Edward Kasner
Edward Kasner   (Nova York, 2 d'abril de 1878 - Nova York, 7 de gener de 1955) va ser un matemàtic estatunidenc.

## Vida i Obra
Kasner es va graduar al City College de Nova York el 1897 i es va doctorar a la Universitat de Colúmbia el 1900. Des d'aquest any fins al 1910 va ser professor del Barnard College i a partir del 1910 de la Universitat de Colúmbia fins que es va jubilar el 1949. El 1951 va patir un vessament cerebral que el va impossibilitar.
Kasner és recordat per haver encunyat el mot googol per a referir-se a una xifra molt gran: un 1 seguit de cent zeros: {\displaystyle googol=10^{100}}.
La seva obra més coneguda és Mathematics and the Imagination (1940) escrita conjuntament amb el seu deixeble James Newman, en el que recull una sèrie de temes que eren els seus preferits: grans nombres, corbes arrugades, geometries n-dimensionals, alguns fets sorprenents de la topologia, etc.